# روزانگلا ستتانی
روزانگلا ستتانی (انگلیسی: Rosangela Settanni؛ زادهٔ ۲۱ مارس ۱۹۸۲) بازیکن فوتبال اهل لوکزامبورگ است.
وی همچنین در تیم ملی فوتبال Luxembourg بازی کرده‌است.